# ジュディ・デンチ
ジュディ・デンチ（Judi Dench, 本名: ジュディス・オリビア・デンチ、Dame Judith Olivia Dench CH DBE FRSA、1934年12月9日 - ）は、イギリスの女優。

## 生い立ち
イングランドのヨークシャー州ヨーク生まれ。クエーカーとして育てられた。父親のレジナルド・アーサー・デンチは医師、母親のエレノア・オリーヴはアイルランド・ダブリン出身で、二人はトリニティ・カレッジ在学中に出会った。また、両親もともに演劇にかかわっていた。セット・デザイナーになるつもりだったが、兄のジェフリー（同じく俳優）がロンドンの名門演劇学校セントラル・スクール・オブ・スピーチ・アンド・ドラマ（Central School of Speech and Drama）に入学したことに影響を受け、自身も入学。優秀な成績で卒業した。女優のワンダ・ヴェンサムは当時の1年先輩である。

## キャリア
1957年に、オールド・ヴィック・カンパニーの『ハムレット』のオフィーリア役で舞台デビュー。1961年にロイヤル・シェイクスピア・カンパニーに参加し、多くの舞台に出演。以後、ウエスト・エンドの舞台にも立ち、ローレンス・オリヴィエ賞を7度、トニー賞を1度受賞している。
イギリスのテレビドラマにも多数出演し、また舞台の演出も手がけている。
1985年の『ウェザビー』以降、劇場用映画にも多く出演。
1988年にはその貢献が認められ、イギリス王室から「Dame（デイム）」の称号を授与された。これまで7度アカデミー賞にノミネートされており、エリザベス1世を演じた1998年公開の映画『恋におちたシェイクスピア』で助演女優賞を受賞した。
1990年代半ばから2010年代初頭にかけては約20年近く『007』シリーズの「M」（3代目で初の女性）を演じた事で世界的にも知名度を上げ、彼女の女優としてのキャリアにおける代名詞のひとつともなった（007シリーズを正式降板した2015年にも前任の「M」としてカメオ出演した）。
2011年には高松宮殿下記念世界文化賞を受賞した。2018年にはドノスティア賞を受賞した。

## 生活
1971年に俳優のマイケル・ウィリアムズと結婚し、ウィリアムズの亡くなる2001年まで一緒だった。また、一人娘のタラ(1972年生まれ)は女優。
2012年2月に、網膜の病気である加齢黄斑変性によって視力が低下し、台本が読めなくなっていることを明らかにした。

## 出演作品

### 映画
| 公開年 | 邦題 原題                                                                         | 役名                             | 備考 |
| ------ | --------------------------------------------------------------------------------- | -------------------------------- | --- |
| 1968   | 夏の夜の夢 A Midsummer Night's Dream                                              | タティアナ                       | |
| 1974   | 大本命 Dead Cert                                                                  | ローラ・デイヴィッドソン         | |
| 1979   | アンディの長い道・サリドマイド児を養子に迎える夫婦の記録 On Giant's Shoulders     | ヘイゼル                         | テレビ映画 |
| 1985   | ウェザビー Wetherby                                                               | マーシア                         | 英国アカデミー賞 助演女優賞ノミネート |
| 1986   | 眺めのいい部屋 A Room with a View                                                 | エレノア・ラヴィッシュ           | 英国アカデミー賞 助演女優賞受賞 |
| 1987   | エンジェリック・カンヴァセーション The Angelic Conversation                       | ナレーター                       | |
| 1987   | チャーリング・クロス街84番地 84 Charing Cross Road                                | ノラ・ドエル                     | 英国アカデミー賞 助演女優賞ノミネート |
| 1988   | ハンドフル・オブ・ダスト A Handful of Dust                                        | ビーヴァー夫人                   | 英国アカデミー賞 助演女優賞受賞 |
| 1989   | ヘンリー五世 Henry V                                                              | クイックリー                     | |
| 1995   | 赤ちゃんにバンザイ!? Jack and Sarah                                               | マーガレット                     | |
| 1995   | 007 ゴールデンアイ GoldenEye                                                      | M                                | |
| 1996   | ハムレット Hamlet                                                                 | ヘカベー                         | |
| 1997   | Queen Victoria 至上の恋 Mrs. Brown                                                | ヴィクトリア (イギリス女王)      | アカデミー主演女優賞ノミネート 英国アカデミー賞 主演女優賞受賞 ゴールデングローブ賞 主演女優賞 (ドラマ部門)受賞 全米映画俳優組合賞主演女優賞ノミネート ロンドン映画批評家協会賞英国女優賞受賞 シカゴ映画批評家協会賞主演女優賞受賞 サテライト賞主演女優賞受賞 オンライン映画批評家協会賞主演女優賞受賞 |
| 1997   | 007 トゥモロー・ネバー・ダイ Tomorrow Never Dies                                  | M                                | |
| 1998   | ムッソリーニとお茶を Tea with Mussolini                                           | アラベラ                         | |
| 1999   | 恋におちたシェイクスピア Shakespeare in Love                                      | エリザベス1世                    | アカデミー助演女優賞受賞 英国アカデミー賞 助演女優賞受賞 ゴールデングローブ賞 助演女優賞ノミネート 全米映画批評家協会賞助演女優賞受賞 カンザスシティ映画批評家協会賞助演女優賞受賞 |
| 1999   | 007 ワールド・イズ・ノット・イナフ The World Is Not Enough                        | M                                | |
| 2000   | ザ・ブロンド爆弾 最後のばら The Last of the Blonde Bombshells                     | エリザベス                       | テレビ映画 エミー賞主演女優賞 (ミニシリーズ/テレビ映画部門)ノミネート ゴールデングローブ賞女優賞 (ミニシリーズ・テレビ映画部門)受賞 全米映画俳優組合賞女優賞 (テレビ映画・ミニシリーズ)ノミネート |
| 2000   | ショコラ Chocolat                                                                 | アルマンド                       | アカデミー助演女優賞ノミネート 英国アカデミー賞 助演女優賞ノミネート ゴールデングローブ賞 助演女優賞ノミネート 全米映画俳優組合賞助演女優賞受賞 |
| 2001   | アイリス Iris                                                                     | アイリス・マードック             | アカデミー主演女優賞ノミネート 英国アカデミー賞 主演女優賞受賞 ゴールデングローブ賞 主演女優賞 (ドラマ部門)ノミネート 全米映画俳優組合賞主演女優賞ノミネート ロンドン映画批評家協会賞英国女優賞受賞 ニューヨーク映画批評家オンライン賞主演女優賞受賞                                                   |
| 2001   | シッピング・ニュース The Shipping News                                            | アグニス                         | 英国アカデミー賞 助演女優賞ノミネート 全米映画俳優組合賞助演女優賞ノミネート |
| 2002   | アーネスト式プロポーズ The Importance of Being Earnest                            | レディ・オーガスタ・ブラックネル | |
| 2002   | 007 ダイ・アナザー・デイ Die Another Day                                          | M                                | |
| 2004   | ホーム・オン・ザ・レンジ にぎやか農場を救え! Home on the Range                    | ミセス・キャロウェイ             | 声の出演 |
| 2004   | リディック The Chronicles of Riddick                                              | エアリオン                       | |
| 2004   | ラヴェンダーの咲く庭で Ladies in Lavender                                         | アーシュラ                       | |
| 2005   | プライドと偏見 Pride & Prejudice                                                  | キャサリン夫人                   | |
| 2005   | ヘンダーソン夫人の贈り物 Mrs. Henderson Presents                                  | ローラ・ヘンダーソン             | アカデミー主演女優賞ノミネート 英国アカデミー賞 主演女優賞ノミネート ゴールデングローブ賞 主演女優賞 (ミュージカル・コメディ部門)ノミネート 全米映画俳優組合賞主演女優賞ノミネート 放送映画批評家協会賞主演女優賞ノミネート セントルイス映画批評家協会賞主演女優賞受賞                                 |
| 2006   | 007 カジノ・ロワイヤル Casino Royale                                              | M                                | |
| 2006   | あるスキャンダルの覚え書き Notes on a Scandal                                     | バーバラ・コヴェット             | アカデミー主演女優賞ノミネート 英国アカデミー賞 主演女優賞ノミネート ゴールデングローブ賞 主演女優賞 (ドラマ部門)ノミネート 全米映画俳優組合賞主演女優賞ノミネート 放送映画批評家協会賞主演女優賞ノミネート 英国インディペンデント映画賞主演女優賞受賞                                                 |
| 2008   | 007 慰めの報酬 Quantum of solace                                                  | M                                | |
| 2009   | NINE Nine                                                                         | リリー                           | |
| 2011   | ジェーン・エア Jane Eyre                                                          | フェアファックス夫人             | |
| 2011   | パイレーツ・オブ・カリビアン/生命の泉 Pirates of the Caribbean: On Stranger Tides | 上流階級の婦人                   | カメオ出演 |
| 2011   | マリリン 7日間の恋 My Week with Marilyn                                           | シビル・ソーンダイク             | 英国アカデミー賞 助演女優賞ノミネート |
| 2011   | J・エドガー J. Edgar                                                              | アニー・フーバー                 | |
| 2012   | マリーゴールド・ホテルで会いましょう The Best Exotic Marigold Hotel               | イヴリン・グリーンスレイド       | ゴールデングローブ賞 主演女優賞 (ミュージカル・コメディ部門)ノミネート |
| 2012   | 007 スカイフォール Skyfall                                                        | M                                | 英国アカデミー賞 助演女優賞ノミネート 放送映画批評家協会賞助演女優賞ノミネート ジョージア映画批評家協会賞助演女優賞受賞 |
| 2013   | あなたを抱きしめる日まで Philomena                                                | フィロミーナ・リー               | アカデミー主演女優賞ノミネート 英国アカデミー賞 主演女優賞ノミネート ゴールデングローブ賞 主演女優賞 (ドラマ部門)ノミネート 全米映画俳優組合賞主演女優賞ノミネート 放送映画批評家協会賞主演女優賞ノミネート ロンドン映画批評家協会賞英国女優賞受賞 女性映画批評家協会賞主演女優賞受賞                  |
| 2015   | マリーゴールド・ホテル 幸せへの第二章 The Second Best Exotic Marigold Hotel       | イヴリン・グリーンスレイド       | |
| 2015   | 007 スペクター Spectre                                                            | 前任のM                          | カメオ出演 |
| 2016   | ホロウ・クラウン/嘆きの王冠 The Hollow Crown : The War of the Roses               | セシリー・ネヴィル               | テレビ映画 |
| 2016   | ミス・ペレグリンと奇妙なこどもたち Miss Peregrine's Home for Peculiar Children    | ミス・エスメラルダ・アヴォセット | |
| 2017   | チューリップ・フィーバー 肖像画に秘めた愛 Tulip Fever                             | 修道院長                         | |
| 2017   | ヴィクトリア女王 最期の秘密 Victoria & Abdul                                      | ヴィクトリア女王                 | |
| 2017   | オリエント急行殺人事件 Murder on the Orient Express                               | ドラゴミロフ公爵夫人             | |
| 2018   | シェイクスピアの庭 All Is True                                                    | アン・ハサウェイ                 | |
| 2018   | ジョーンの秘密 Red Joan                                                           | ジョーン・スタンリー             | メリタ・ノーウッドの人生に着想を得た作品 |
| 2019   | キャッツ Cats                                                                     | オールド・デュトロノミー         | |
| 2020   | アルテミスと妖精の身代金 Artemis Fowl                                             | ルート司令官                     | Disney+配信作品 |
| 2020   | ブライズ・スピリット〜夫をシェアしたくはありません! Blithe Spirit                 | マダム・アルカティ               | |
| 2021   | ベルファスト Belfast                                                              | グラニー                         | |
| 2022   | スピリテッド Spirited                                                             | 本人                             | |

## 主な賞歴
- アカデミー賞
  - 1998年度 助演女優賞 『恋におちたシェイクスピア』
- ゴールデングローブ賞
  - 1997年度 主演女優賞（ドラマ部門） 『Queen Victoria 至上の恋』
  - 2000年度 主演女優賞（ミニシリーズ/テレビ映画部門） 『ザ・ブロンド爆弾 最後のばら』
- 英国アカデミー賞
  - 1965年度 新人賞 『Four in the Morning』
  - 1986年度 助演女優賞 『眺めのいい部屋』
  - 1988年度 助演女優賞 『ハンドフル・オブ・ダスト』
  - 1997年度 主演女優賞 『Queen Victoria 至上の恋』
  - 1998年度 助演女優賞 『恋におちたシェイクスピア』
  - 2000年度 フェローシップ賞
  - 2001年度 主演女優賞 『アイリス』
- トニー賞
  - 1999年度 演劇主演女優賞 『Amy's View』
- ローレンス・オリヴィエ賞
  - 2016年 最優秀助演女優賞『冬物語』[10]
- 2000年 ベンジャミン・フランクリン・メダル